# Jan Szewczyk (1896–1969)

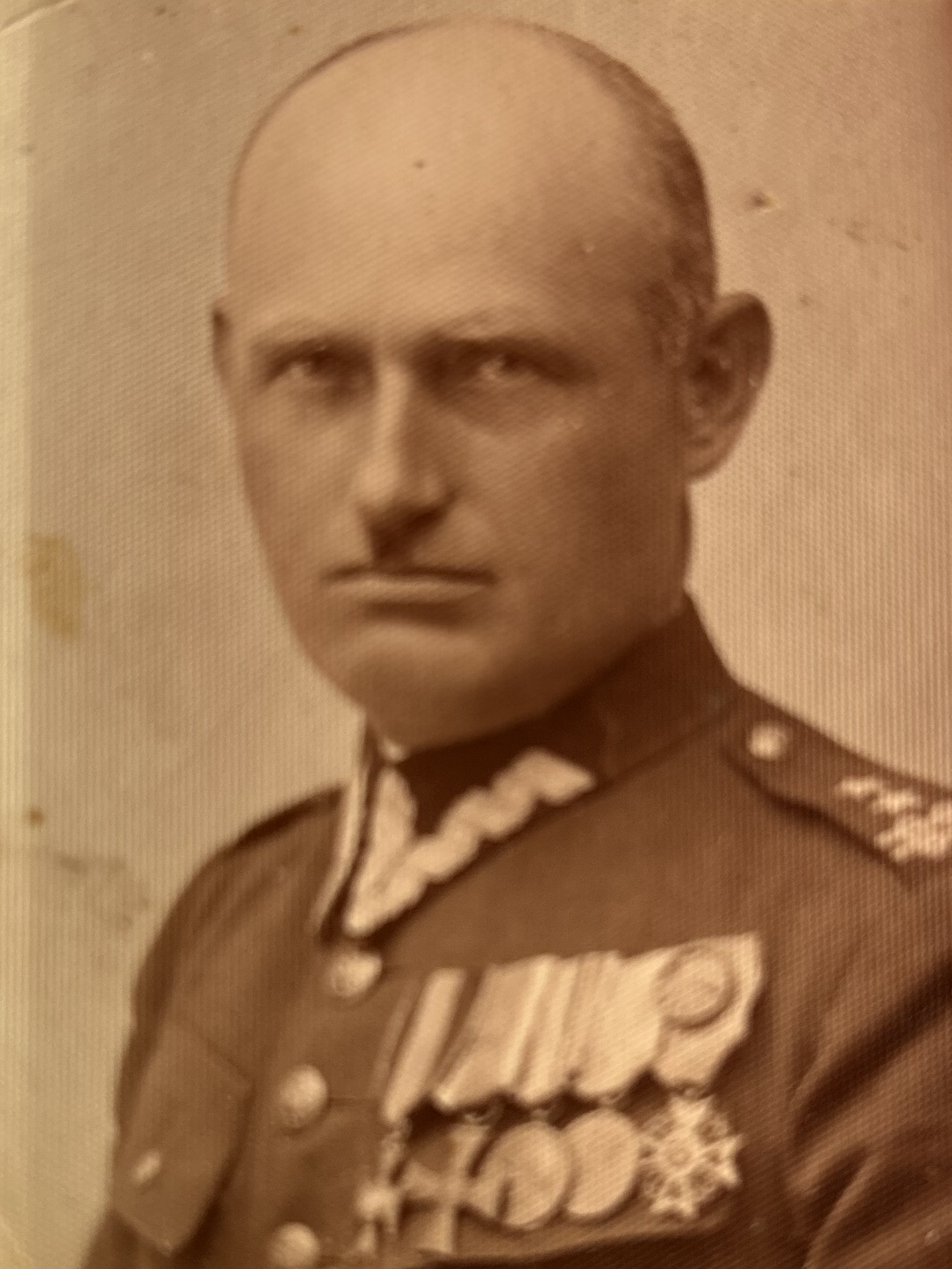
Jan Szewczyk ppłk ostatnie zdjęcie

Jan Szewczyk (ur. 28 stycznia 1896 w Brzeziu, zm. 12 października 1969 w Skawinie) – podpułkownik piechoty Wojska Polskiego, kawaler Orderu Virtuti Militari.

## Życiorys
Urodził się 28 stycznia 1896 we wsi Brzezie, w ówczesnym powiecie bocheńskim Królestwa Galicji i Lodomerii, w rodzinie Jacka. 26 maja 1916 zdał wojenny egzamin dojrzałości z odznaczeniem w c. k. Gimnazjum w Bochni.
1 stycznia 1917 został mianowany podporucznikiem rezerwy piechoty. Jego oddziałem macierzystym był c. i k. 13 pułk piechoty.
3 maja 1922 został zweryfikowany w stopniu kapitana ze starszeństwem z dniem 1 czerwca 1919 w korpusie oficerów piechoty. 10 lipca 1922 został zatwierdzony na stanowisku pełniącego obowiązki dowódcy batalionu w 13 pułku piechoty w Pułtusku. W następnych w dalszym ciągu pełnił obowiązki dowódcy II batalionu. 3 maja 1926 awansował na majora ze starszeństwem z dniem 1 lipca 1925 roku i 92. lokatą w korpusie oficerów piechoty. W 1932 pozostawał w dyspozycji szefa Departamentu Piechoty Ministerstwa Spraw Wojskowych.
W grudniu 1932 został przeniesiony z baonu podchorążych rezerwy piechoty nr 10A do Szkoły Podoficerów Piechoty dla Małoletnich Nr 3 w Nisku na stanowisko komendanta. W styczniu 1934 został przeniesiony do 7 pułku piechoty Legionów w Chełmie na stanowisko dowódcy batalionu. 31 sierpnia 1935 roku ogłoszono jego przeniesienie do 35 pułku piechoty w Brześciu na stanowisko dowódcy batalionu. Do 24 sierpnia 1939 roku był I zastępcą dowódcy 62 pułku piechoty w Bydgoszczy. W czasie mobilizacji alarmowej objął dowództwo rezerwowego 208 pułku piechoty. Na tym stanowisku walczył w kampanii wrześniowej.

## Ordery i odznaczenia
- Krzyż Srebrny Orderu Wojskowego Virtuti Militari nr 1803 (26 marca 1921)[15][16]
- Złoty Krzyż Zasługi (10 listopada 1938)[17]
- Krzyż Walecznych[18]
- Krzyż Oficerski Orderu Korony Rumunii[18]